# Axioma de extensionalidad
En teoría de conjuntos, el axioma de extensionalidad es un axioma que establece que dos conjuntos son iguales si y solo si tienen los mismos elementos.

## Enunciado
El enunciado del axioma establece que si dos conjuntos tienen los mismos elementos entonces son idénticos:
| Axioma de extensionalidad {\displaystyle \forall A,B\,:\,\forall x,(x\in A\leftrightarrow x\in B)\Rightarrow A=B} |

La afirmación recíproca —dos conjuntos iguales tienen los mismos elementos— es un teorema lógico. Un enunciado equivalente, utilizando la noción de subconjunto, es:
| Dados dos conjuntos, A y B, tales que cada uno es subconjunto del otro, A ⊆ B y B ⊆ A, entonces son iguales, A = B. |

El axioma de extensionalidad constituye la definición fundamental del concepto de conjunto como una colección abstracta de objetos. El axioma de extensionalidad asegura que los elementos x de un conjunto A son lo único que lo define, es decir, los objetos que están relacionados con él por la relación de pertenencia, x ∈ A. Esto contrasta con otras relaciones como por ejemplo, «ser un divisor primo»: los únicos divisores primos de 6 y de 12 son 2 y 3, pero ambos números son distintos, 6 ≠ 12.

## Consistencia relativa
El axioma de extensionalidad (Ex) es completamente independiente del resto de axiomas de Zermelo-Fraenkel (ZF). La práctica totalidad de los modelos que se construyen para ZF incluyen Ex, luego es consistente con el resto de axiomas. Por otro lado, a partir del modelo de los conjuntos hereditariamente finitos puede construirse otro donde conjuntos con los mismos elementos no sean idénticos pero respetando el resto de axiomas, por lo que Ex no es derivable de estos.